# Ad Gentes
Ad Gentes è un decreto del Concilio Vaticano II sull'attività missionaria della Chiesa.

Vigilia dell'apertura del Sacrosanto Ecumenico Concilio Vaticano II, settembre 1962, udienza privata del Santo Padre San Giovanni XXIII ai principali membri della Commissione preparatoria De Missionibus: alla Sua sinistra il Cardinale armeno Krikor Bedros XV Aghagianian Prefetto della Sacra Congregazione De Propaganda Fide e alla Sua destra il Perito Conciliare Mons. Saverio Maria dei baroni Paventi di San Bonaventura, tra gli artefici del Decreto Ad Gentes sull'attività missionaria della Chiesa Universale (cfr. Acta Synodalia Sacrosanti Concilii Oecumenici Vaticani II).

Approvato con 2.394 voti a favore e 5 contrari dai vescovi riuniti in Concilio fu promulgato dal papa Paolo VI il 7 dicembre 1965.

Il titolo Ad Gentes significa dal latino: alle nazioni e proviene dalle prime parole del decreto stesso.
Il decreto Ad Gentes tratta dell'attività missionaria della Chiesa. Invita i missionari ad una sempre maggiore inculturazione, esortandoli a vivere con i popoli che cercano di convertire. Incoraggia il coordinamento tra i missionari e le altre organizzazioni umanitarie che lavorano in paesi di missione.

## Contenuto
- Proemio
- Capitolo I - Principi dottrinali
- Capitolo II - L'opera missionaria in se stessa
- Capitolo III - Le chiese particolari
- Capitolo IV - I missionari
- Capitolo V - L'organizzazione dell'attività missionaria
- Capitolo VI - La cooperazione